# 茹拉文基
49°14′30″N 24°22′16″E / 49.24167°N 24.37111°E

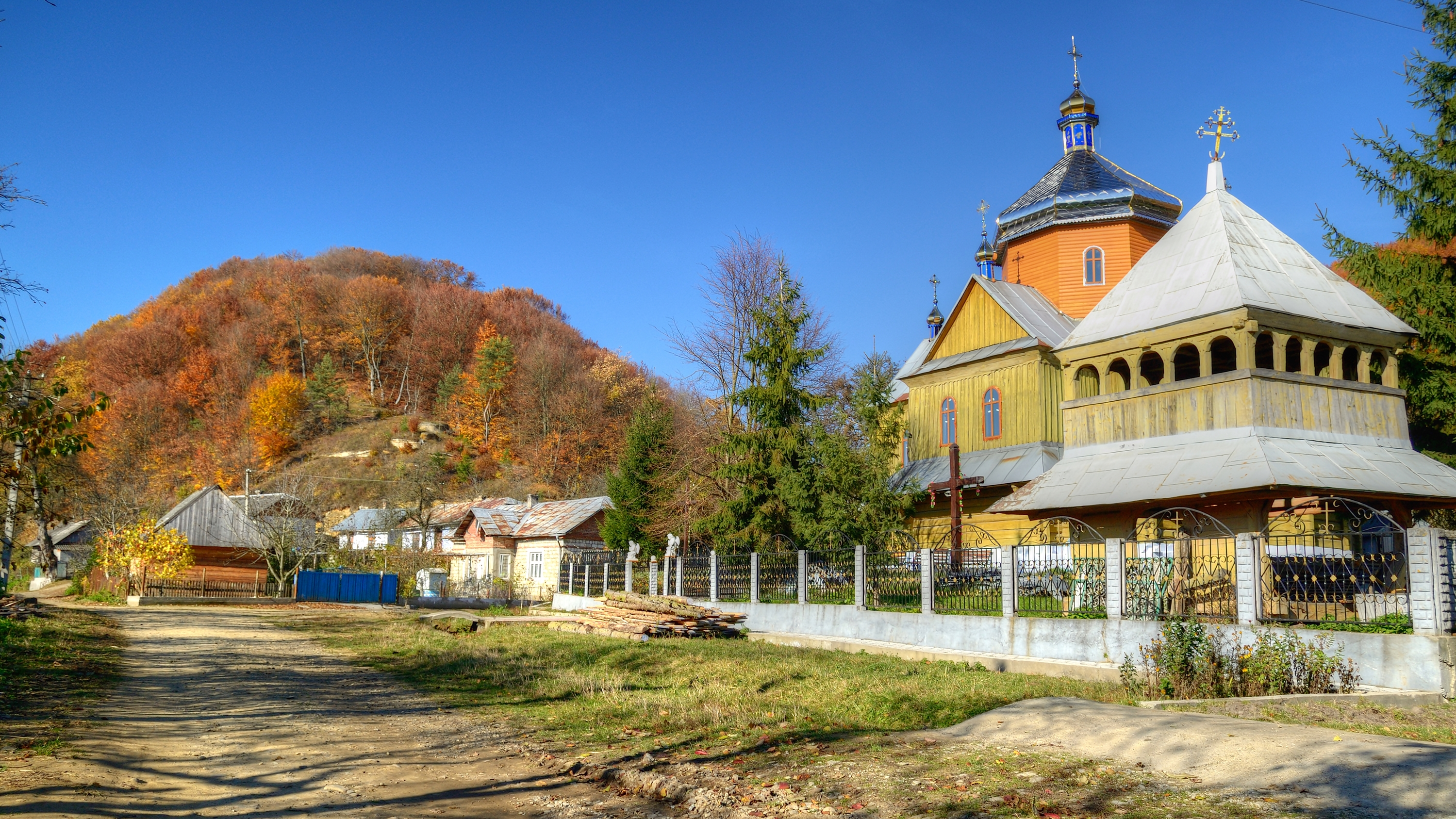

茹拉文基（烏克蘭語：Журавеньки），是烏克蘭西部的村莊，隸屬伊萬諾-弗蘭科夫斯克州的伊萬諾-弗蘭科夫斯克區。該村始建於1449年，面積8.23平方公里，2001年人口240，人口密度每平方公里29.2人。